# 森島済
森島 済（もりしま わたる、1965年 - ）は、日本の地理学者。日本大学教授。専門は地理学、気象・海洋物理・陸水学、環境動態解析。博士（理学）（東京都立大学 (1949-2011)）。

## 略歴
愛知県出身。1988年、東京都立大学 (1949-2011)理学部地理学科を卒業。1991年4月から1995年4月まで桐生短期大学講師。1998年、東京都立大学大学院理学研究科地理学博士課程単位取得満期退学。1998年4月から5月まで東京工業大学大学院総合理工学研究科教務補佐員を務め、6月から2002年3月まで同研究科リサーチアソシエイト。2002年4月から2003年3月まで東京都環境科学研究所非常勤研究員。2003年4月から2008年3月まで江戸川大学社会学部准教授。現在は日本大学文理学部教授。

## 委員歴
- 2006年4月1日 - 2008年3月31日 日本地理学会編集専門委員
- 2006年4月1日 - 2009年3月31日 日本地球惑星科学連合企画委員
- 2008年4月1日 - 2012年3月31日 日本地理学会集会専門委員
- 2010年7月1日 - 現職 東京地学協会編集委員
- 2012年4月1日 - 2014年3月31日 日本地理学会Geographical Review of Japan Series B 編集専門委員会
- 2014年4月1日 - 現職 日本地理学会集会専門委員
- 2014年4月1日 - 現職 日本地理学会地理学評論編集専門委員

出典:。

## 著書
- 『自然力を知る -ピナツボ火山災害地域の環境再生-』（古今書院、2002）
- 『19歳のライフデザイン』（春風社、2007）
- 『変動するフィリピン-経済開発と国土空間形成-』（二宮書店、2009）
- 『フィールドで学ぶ気象学』（成山堂書店、2010）
- 『エルニーニョ・ラニーニャ現象』（成山堂書店、2010）
- 『モンスーンアジアのフードと風土』（明石書店、2012）
- 『自然と人間の環境史』（海青社、2014）
- 『世界地誌シリーズ７　東南アジア・オセアニア』（朝倉書店、2014）
- 『マシューズ＆ハーバート　地理学のすすめ』（丸善出版、2015）
- 『アンデス自然学』（古今書院、2016）
- 『ナミビアを知るための53章』（明石書店、2016）
- 『気候—変動し続ける地球環境』（丸善出版、2016）

出典:。